# Манастир Благовештење Рудничко
Манастир Благовештење Рудничко је женски манастир припада Епархији шумадијској Српске православне цркве. Налази на северним обронцима планине Рудник, у клисури Благовештенске реке, у непосредној близини места Страгари, седишту општине која припада граду Крагујевац.
Духовник манастира у периоду од 1984—2020 био је архимандрит Серафим Миљковић.
Манастир са црквом посвећеној Благовештењу је под заштитом државе и представља непокретно културно добро као споменик културе од великог значаја.

## Историја
Иако се сматра да је манастир подигнут крајем 14. века, око 1400. године, у време цара Лазара, прво сачувано помињање је у Турским документима из 1467. године, као пореског обвезника. Нема сачуваних података о ктитору манастира, али се сматра да је то био неки властелин из тог краја. За време турске владавине у Србији манастир је више пута рушен и покраден и био напуштен током Велике сеобе Срба 1690. године, али се током треће и четврте деценије 18. века, када су Аустријанци привремено заузели знатан део Србије јужно од Саве и Дунава, па се потом повукли 1739. године, манастирско братство обновило и увећало о чему сведоче записи на рукописним и штампаним богослужбеним књигама, све до осамдесетих година 18. века (типик 1725. године, два јеванђеља 1732. и 1735. године, псалтир 1733. године, рукописни молебник 1730. године, минеј 1747. и 1782. године, требник 1786. године).
Поновно оживљавање манастира је везано за 1791. годину, када је по дозволи Турака, стигло Студеничко братство са архимандритом Григоријем и 1793. године, проширили објекте и уредили манастир. На западу је дозидан правоугаони нартекс, а сви унутрашњи зидови су живописани.
Од Благовести 1796. године, када Карађорђе у манастиру, пред народом тражи опроштај због убиства оца, па до слободе након Другог српског устанка, Благовештење ће имати истакнуту улогу у устаничким догађањима, између осталог, током Првог устанка поред манастира правио се барут, а 1814. године овде је одржан сабор српских првака са којег је упућено писмо руском цару да се заузме за њих код турских власти. За време владавине Милоша Обреновића темељно обновљен, када је на западном делу цркве подигнута велика кула-звонара, обновљени су манастирски конаци и читав комплекс опасан је зидом. Обнова је започела за време настојатеља Василија 1857. године прилозима побожних из околине. Манастирско братство су тада чинили: настојатељ архимандрит Василије, и калуђери Методије, Пајсије и Глигорије.
Манастир је страдао у земљотресу маја 1927, обновљен је 1930-тих у време јеромонаха Варнаве, када су и фреске очишћене од гара. Као знаменитост се чувало сребрно кандило, наводно поклон краља Петра Ослободиоца још када је био дете — заправо, манастиру је даровано сто цесарских дуката и сребрно кандило приликом посете кнеза Александра Карађорђевића јуна 1851.
У Другом светском рату је поново доста страдао, тако да је накнадно обновљен.

## Старешина манастира
- Михаила Кнежевић, (1948—2014)
- Салафаила Баштовановић, (2014—2025)

## Архитектура
Црква манастира је скромна једнобродна грађевина са дубоком полукружном апсидом, коју данас сачињавају три спојене целине, наос са олтарским простором, припрата и звоник. Настајали и спојени кроз векове постојања, од 14. до 19. века. Манастирски храм је поново грађен од 1857. године, заслугом настојатеља архимандрита Василија.

### Наос са олтарским простором
Најстарији део је наос са олтарским простором, настао почетком 15. века, која је омања грађевина правоугаоне основе дуга скоро осам и по, а широка пет метара, на чијој источној страни је нешто издужена апсида. Зидана је од ломљеног камена и била је првобитно омалтерисана. Олтарски простор одељен је од наоса иконостасном преградом. Због малог пространства храма две нише замењују проскомидију и ђаконикон. Апсиду, несразмерно велику, а доста ниску, прекрива полукалота, а наос храма полуобличасти свод. Кровна површина је прво била прекривена оловним плочама, потом клисом, а данас бакарним лимом. Западни зид наоса је већим делом делом уклоњен приликом градње припрате да би се објединили простори наоса и припрате.

### Припрата
Припрата је дозидана и придодата старијем храму, највероватније у трећој деценији 17. века. Она има скоро квадратну основу, са зидовима од око четири метра. Пресведена је полуобличастим сводом и шира је и виша од цркве настале у доба владавине деспота Стефана Лазаревића. Нарочито упада у очи висина припрате — око девет метара — у односу на висину првосаграђене цркве од пет и по метара. Несразмерно висока припрата подигнута је, вероватно, по жељи монаха, да би у највишим деловима грађевина имали скривницу, чији трагови се назиру и данас.

### Звоник
Уз припрату цркве подигнут је 1844. године масиван звоник, висок око осамнаест метара, он је једноставне конструкције: изнад приземља кроз које се улази у храм, издижу се два спрата и један полуспрат на коме почива кровна конструкција у облику пирамиде. Грађен је делом од притесаног, делом ломљеног камена, док су за сводне површине у звонику коришћени опека и отесана сига. На улазу звоника са западне стране полукружно завршена врата уоквирује плитак резани камени рељеф на који се преноси декорација типична за народно дрворезбарство.

## Живопис
Како је црква кроз векове дограђивана и обнављана, после рушења и паљења, тако је и фреско-сликарство настајало. Ко су сликари не зна се, па ни њихово порекло. Судећи по натписима ове фреске су дело српских сликара, иако се може помишљати због два, три назива написана на грчком, да је учествовао и неки грчки мајстор. По квалитету израде постоје разлике у раду у прво изграђеном наосу и касније дограђене припрате. Наос је осликан по подизању на крају 14. и почетком 15. века, да би касније нанесен нов слој фресака, највероватније у трећој деценији 17. века. Од фресака су знатно репрезентативнији, премда хронолошки разнородни, делови иконостаса — крст са Распећем и царске двери.
Најраније иконе очуване у манастиру потичу тек из 18. века (арханђел Михаило, Христос у храму, Вазнесење Господње). Из средине 19. века су иконе Сабор светих арханђела и светог архиђакона Стефана.
Скучену порту данас окружују новији конаци, трпезарија и помоћни манастирски објекти.
Конзерваторско-рестаураторски радови на живопису отпочети су 1981. године, а на иконостасу 1990. године. Сачуван је део фресака из 14. века.